# Isotomurus ghibellinus
Isotomurus ghibellinus is een springstaartensoort uit de familie van de Isotomidae. De wetenschappelijke naam van de soort is voor het eerst geldig gepubliceerd in 1995 door Carapelli, Frati, Fanciulli & Dallai.